# Elezioni amministrative a Fiume del 1919
Le elezioni amministrative a Fiume del 1919 si tennero il 26 ottobre, e videro la vittoria degli irredentisti.

## Svolgimento
Riccardo Zanella, che, terminata la prima guerra mondiale, inizialmente aveva sostenuto l'Impresa di Fiume compiuta dai legionari dannunziani per proclamare l'annessione della città all'Italia, quando i dannunziani e gli irredentisti cittadini avevano iniziato a limitare le libertà d'espressione dei cittadini, era divenuto loro oppositore.
Quando i dannunziani proclamarono nuove elezioni comunali il 26 ottobre 1919, proponendo una lista irredentista guidata da Riccardo Gigante, Zanella invitò i cittadini ad astenersi. Molti autonomisti, tuttavia, parteciparono alle elezioni, convinti che avrebbero dimostrato l'autodeterminazione della città. La lista irredentista vinse con circa il 77% dei consensi e Gigante divenne sindaco della città, ufficialmente proclamato il 26 novembre.

## Conseguenze
Nei mesi successivi, Zanella dovette abbandonare la città, in quanto leader riconosciuto dell'opposizione a d'Annunzio.
Il 20 aprile 1920 gli autonomisti di Riccardo Zanella con l'appoggio dei socialisti, proclamarono lo sciopero generale.